# Quy bối pháo

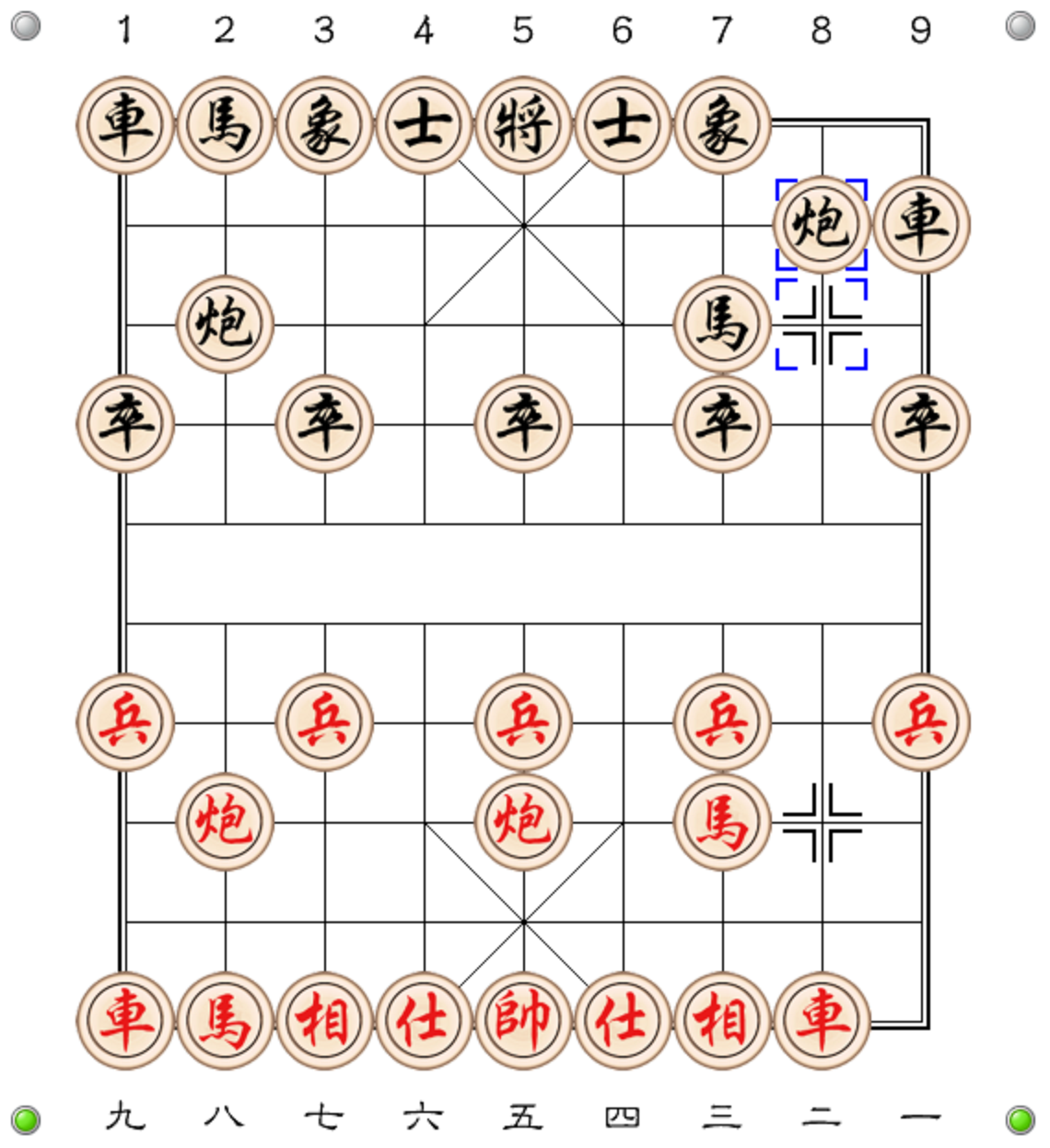
Pháo đầu đối Quy bối pháo

Quy bối pháo hay còn gọi là Pháo lưng rùa (Trung quốc gọi là 龟背炮) là một thế trận Khai cuộc cờ tướng cổ, trong thế trận này người chơi đi sau sẽ lùi con pháo cùng bên với pháo đầu của đối thủ về một nước, giúp cả hai quân pháo được linh hoạt, điểm mạnh của thế trận này là các quân chủ lục cùng được phối hợp để vừa tấn công vừa phòng thủ. Điểm yếu của thế trận này là nước đi quân lập đi lập lại nhiều lần làm mất tính chủ động và các quân cản trở nhau.

## Tên gọi
Do quân Pháo Thụt lùi xuống tạo thành hệ thống phòng thủ giống như mai rùa nên người ta gọi nó là Pháo Mai Rùa, Pháo Lưng Rùa (Quy Bối Pháo).

## Các nước khai triển
Các nước đi khai triển cơ bản của thế trận này là:
Nước 1 Pháo 2 bình 5, Mã 8 tiến 7
Nước 2 Mã 2 tiến 3, Xe 9 tiến 1
Nước 3 Xe 1 bình 2, Pháo 8 thoái 1
Nước 4 Mã 8 tiến 7,...